# نيو ورلد إنتراكتيف
نيو ورلد إنتراكتيف (بالإنجليزية: New World Interactive)‏، هي شركة أمريكية لإنتاج وتطوير ألعاب الفيديو ويقع مقرها في مدينة دنفر، أسسها «جيريمي بلوم» في عام 2010، وتشتهر الشركة أساسًا في العاب الشوتر هارد كور منها إنسرجينسي (2014)، داي اوف أينفيم (2017)، إنسرغينسي: ساندستروم (2018).
في فبراير 2019، أعلنت أنها ستتوسع مع استوديو تطوير جديد يُعرف باسم «نيو ورلد نورث» في كالغاري، في يوليو 2019 أعلنت عن تعيينها مايكل جريلز (كان سابقًا في استوديو بايوير؛ تم تعيينه في منصب المدير الفني) وديريك تشيركاسكي (تم تعيينه في منصب رئيس قسم الإنتاج).